# Escolio
Para el proyecto de Wikidata, ver wikidata:Wikidata:Scholia

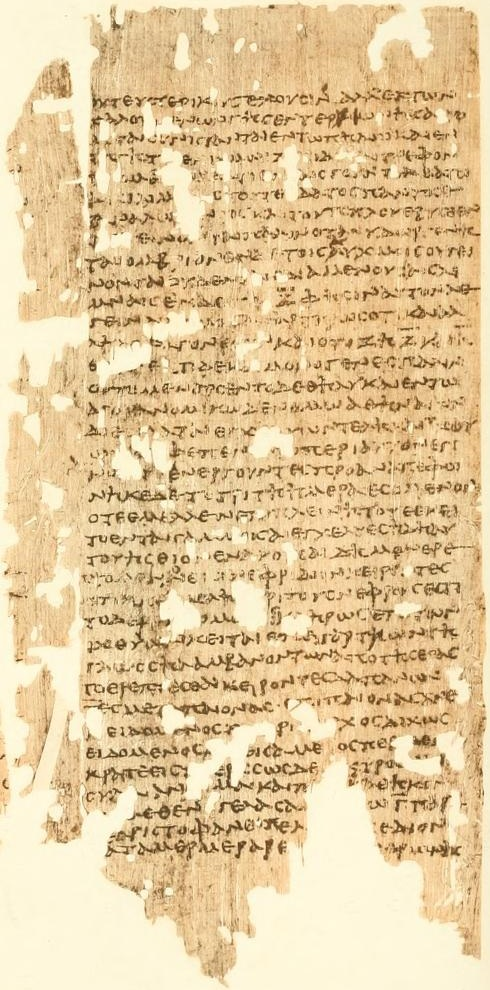
Papiro de Oxirrinco 221, que contiene un escolio al libro XXI de la Ilíada.

Se llama escolios (del latín scholium y este del griego σχόλιον, ‘comentario’) a las notas o breves comentarios gramaticales, críticos o explicativos, ya sean originales o extractos de comentarios existentes, que se insertan en los márgenes del manuscrito de un autor antiguo como glosa sucinta.

## Creación
Estas notas eran alteradas por sucesivos copistas y propietarios del manuscrito y en algunos casos ampliadas hasta tal extremo que no quedaba más sitio para ellas y se hacía necesario pasarlas a un libro separado. Al principio se tomaban de un único comentario, y posteriormente de varios. Esto es indicado por la repetición del lema o por el uso de frases tales como «o así», «o por el contrario», «según algunos», etcétera; para presentar diferentes explicaciones. Se considera a Dídimo de Alejandría (siglo I a. C.) el primer erudito dedicado a compilar escolios, práctica que continuó hasta el siglo XV o XVI d. C.

## Historia
La palabra scholium fue usada por vez primera por Cicerón. La mayoría de los escolios griegos conservados son anónimos, con las prominentes excepciones de los comentarios de Eustacio de Tesalónica sobre Homero y Juan Tzetzes sobre Licofrón. Frecuentemente triviales, los escolios contienen mucha información que no se encuentra en otro sitio, y son de considerable valor para la corrección e interpretación del texto. Los más importantes son los hechos sobre Homero (especialmente los escolios venecianos sobre la Ilíada, descubiertos por Villoison en 1781 en la biblioteca de San Marcos en Venecia), Hesíodo, Píndaro, Sófocles, Aristófanes y Apolonio Rodio, y, en latín, los de Servio sobre Virgilio, de Acro y Porfirio sobre Horacio y los de Donato sobre Terencio.